# Roberto Lontano
Roberto Lontano (19 gennaio 1896 – ...) è stato un militare italiano, che durante l'occupazione italiana della Libia, il 15 settembre 1931 fu nominato difensore d'ufficio nel processo intentato contro Omar al-Mukhtar, comandante in capo della resistenza libica.

## Il processo

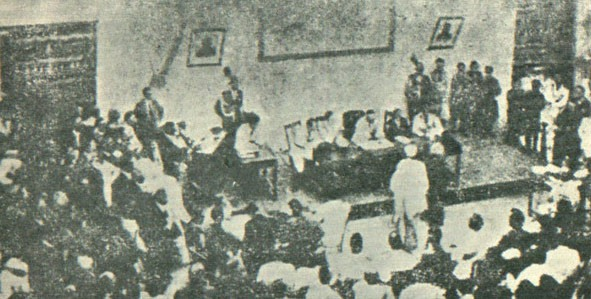
Il processo ad Omar al-Mukhtar in una foto dell'epoca.

A seguito della incarcerazione di Omar al-Mukhtar, catturato dopo vent'anni di guerriglia, Pietro Badoglio, in un telegramma del 14 settembre, ordinò a Rodolfo Graziani di "fare regolare processo e conseguente sentenza, che sarà senza dubbio pena di morte, farla eseguire in uno dei grandi concentramenti popolazione indigena". Inoltre Badoglio dispose di far eseguire la sentenza nel più importante campo di concentramento per libici in modo che fosse vista dal maggior numero di persone.
Il capitano Lontano, durante la sua arringa, ignorando o fingendo di ignorare che il processo serviva solo a formalizzare legalmente la condanna a morte di Omar al-Mukhtar, travalicò il ruolo che gli era stato riservato: sostenendo effettivamente la difesa dell'imputato egli affermò che si era battuto per la sua patria, negò la legittimità dell'imputazione di tradimento, giustificando il diritto dell'imputato di essere considerato un prigioniero di guerra, concludendo con la richiesta delle attenuanti generiche in considerazione della avanzata età e del fanatismo religioso.
A seguito di ciò, mentre il giorno successivo ʿOmar al-Mukhtār veniva impiccato, Lontano fu arrestato e punito con 10 giorni di cella di rigore in quanto a sua volta colpevole di aver pronunciato la difesa "con tono apologetico in contrasto con la figura del reo e colle particolari condizioni di luogo e di ambiente in cui si svolgeva il dibattito", con ciò compromettendone inesorabilmente la carriera militare.
La sua figura è stata rappresentata ne Il leone del deserto, film del 1981 dedicato a ʿOmar al-Mukthār.